# Tytan Armjansk
FK Tytan (Oekraïens: ФК Титан) was een Oekraïense voetbalclub uit Armjansk in de Krimrepubliek.
De club werd in 1969 opgericht als Stroitel. In 1973 werd de huidige naam aangenomen en in 1974 ging de club op semi-prof niveau spelen. Bij de onafhankelijkheid van Oekraïne begon de club in de Droeha Liha. In 2010 werd Tytan kampioen in de Droeha Liha B en promoveerde naar het tweede niveau. De club hield in 2014 op te bestaan na de Russische bezetting van de Krim.